# Hřib Markův
Hřib Markův (Xerocomellus marekii (Šutara et Skála) Šutara 2008) je vzácná hřibovitá houba poprvé popsaná v roce 2007 českými mykology Josefem Šutarou a Edvardem Skálou na základě nálezů na Teplicku.

## Synonyma
- Boletus marekii (Šutara et Skála 2007)[2]
- Xerocomellus marekii (Šutara et Skála) Šutara 2008[3]
- Xerocomus marekii (Šutara et Skála) Šutara 2007[4]

## Taxonomie
Hřib Markův byl pojmenován na počest českého amatérského mykologa Antonína Marka (1912–1980), který se věnoval výzkumu a popularizaci v rámci severozápadních Čech. Autory originálního popisu byl zařazen do rodu Boletus (2007), následně rakouským mykologem Wolfgangem Klofacem přeřazen do rodu Xerocomus (2007) a později jej Josef Šutara v souvislosti popisem nového rodu Xerocomellus (2008) přeřadil do něj.

## Vzhled

### Makroskopický
Klobouk dosahuje 25 – 65 milimetrů, v mládí je polokulovitý, v dospělosti klenutý, ve stáří až poduškovitý. Zbarvený je v různých odstínech červené, vzácně může postupem času vybledat nebo přecházet do hnědočervené. Okraj může být světlejší - růžový, žlutavý, naoranžovělý. Povrch u starších plodnic rozpukavá na hrubá políčka, mezi nimiž je patrná žlutavě zbarvená dužnina.
Rourky jsou 5 – 10 milimetrů dlouhé, společně s póry mají světle až živě žluté zbarvení, stárnutím přecházejí do olivové. Ústí mají později hranatá.
Třeň dosahuje 30 – 50 × 6 – 18 milimetrů, má téměř válcovitý tvar, u báze může být zahnutý. Ve svrchní části má světle až sytě žluté zbarvení, směrem dolů přechází do červené, vínové až červenohnědé. Postrádá zřetelnou síťku, kryjí jej drobná plstnatá zrnéčka zbarvená stejně jako třeň. Bázi kryje bělavá, místy nejasně žlutavá plsť.
Dužnina houby je bledě (nad rourkami až živě) žlutá, v dolní polovině třeně může mít vínové zabarvení, v bázi až hnědé. Na řezu viditelně modrá. Chuť i vůně jsou mírné, nenápadné.

### Mikroskopický
Výtrusný prach je olivově hnědý, spóry dosahují (10,5) 12,5 – 15 (19) × (4,5) 5,2 – 6,2 (7,5) μm. Pokožku klobouku tvoří palisádoderm, jehož hyfy mají průměr v rozmezí (5) 8 – 17 (21) μm a někdy je kryje nevýrazná inkrustace.

## Výskyt
Ekologické nároky tohoto druhu zatím nejsou detailně známé. Doposud (2009) byl nalezen v nadmořské výšce 280 – 300 m n. m. Roste pod duby, fruktifikuje od července do září.

## Rozšíření
Do roku 2009 byly známé jen dvě lokality v severozápadních Čechách. V roce 2009 byl objeven v Maďarsku.

## Záměna
Existujte několik podobných hřibů z rodu Xerocomellus, které mohou být s hřibem Markovým zaměněny. Pokud nejde o typicky vyvinuté exempláře, může být ke spolehlivému rozlišení nutné posouzení mikroznaků.
- hřib červený (Hortiboletus rubellus) – pokožka klobouku za běžných podmínek nerozpraskává, nebo jen mírně
- hřib meruňkový (Rheubarbariboletus armeniacus) – pokožka klobouku za běžných podmínek nerozpraskává, nebo jen mimo centrální část
- hřib mokřadní (Xerocomellus ripariellus) – vlhká stanoviště, často tečkovaný třeň, i mimo dubiny, odlišné spory
- hřib uťatovýtrusý (Xerocomellus porosporus) – nečervený klobouk, olivové odstíny, třeň stárnutím získává šedé zabarvení

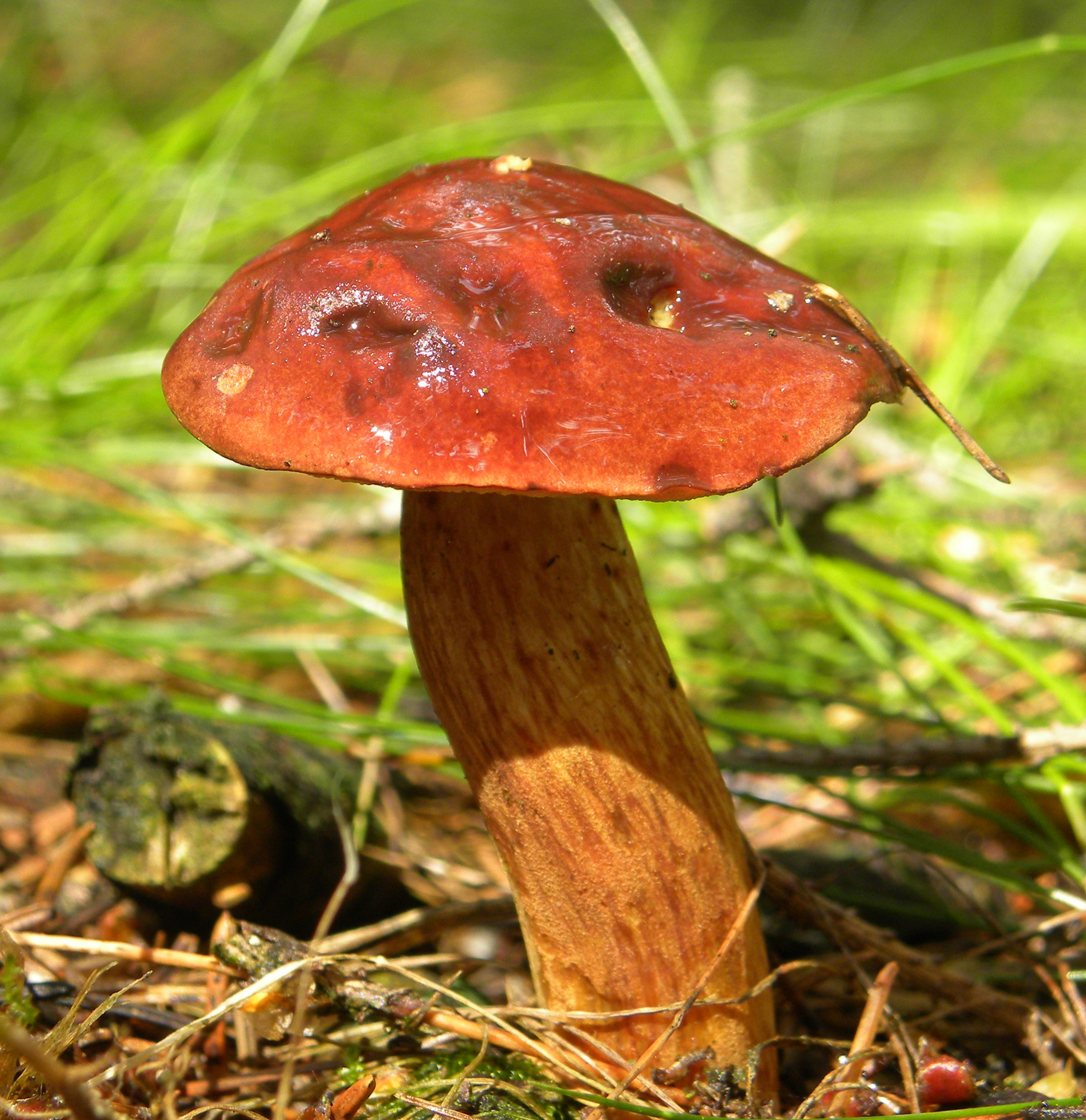
hřib červený
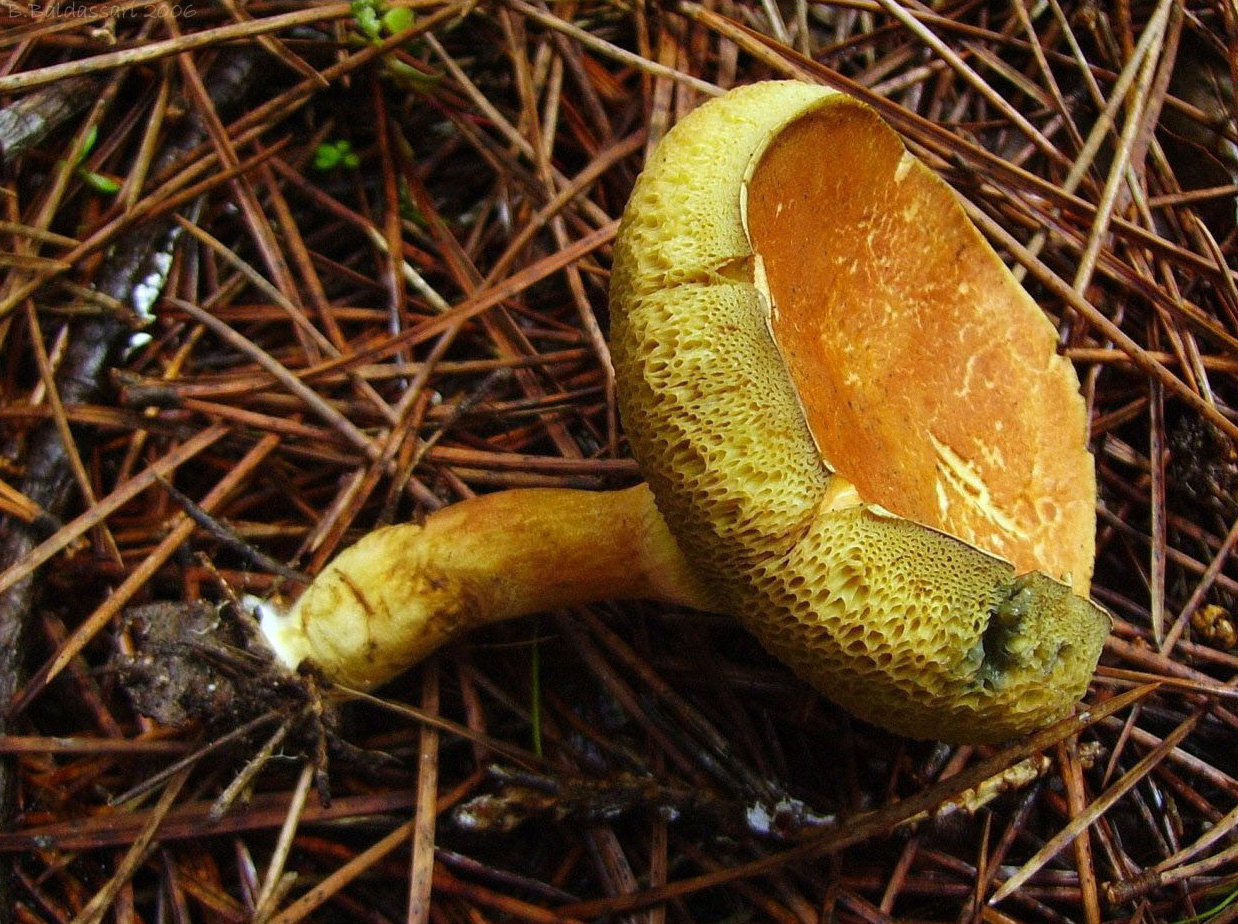
hřib meruňkový
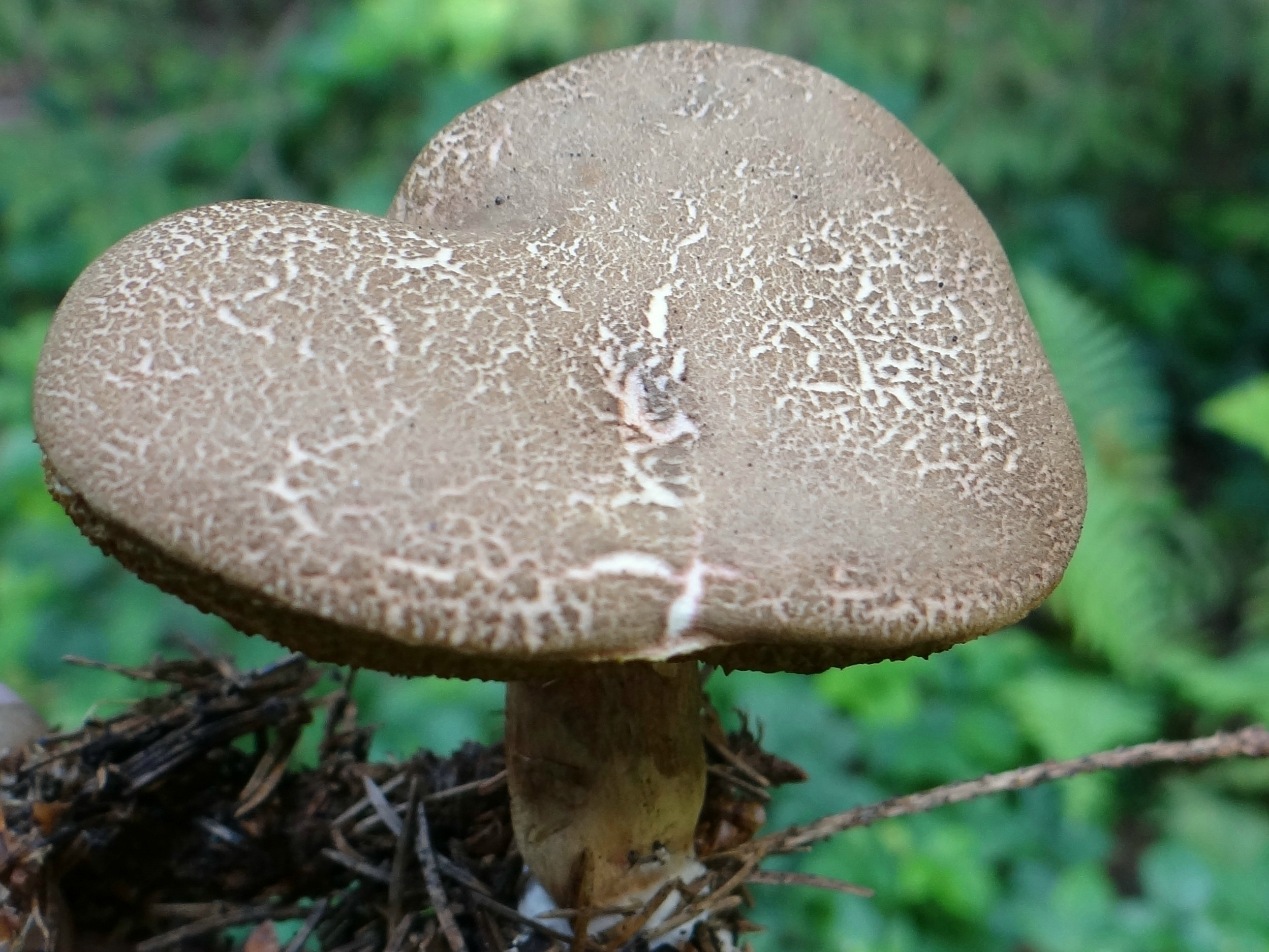
hřib uťatovýtrusý

## Ochrana
Hřib Markův byl odborně popsán až po zveřejnění Červeného seznamu hub ČR a více než 15 let poté, co vstoupil v platnost zákon na ochranu přírody z roku 1992. Při jejich vzniku proto nemohl být na jeho existenci brán zřetel. Vzhledem k minimálnímu množství známých lokalit tohoto druhu se předpokládá, že je vzácný a neměl by proto být sbírán pro kuchyňské použití.